# Dom grozy (serial telewizyjny)
Dom grozy (ang. Penny Dreadful) – amerykańsko-brytyjski serial telewizyjny (dramat, horror) wyprodukowany przez Neal Street Productions oraz Desert Wolf Productions. Pomysłodawcą serialu jest John Logan. Serial był emitowany od 11 maja 2014 do 19 czerwca 2016 roku przez stację Showtime.
W Polsce serial jest emitowany od 10 listopada 2014 przez stację HBO Polska.

## Fabuła
Akcja serialu toczy się w epoce wiktoriańskiej w Londynie, wokół znanych postaci z powieści grozy, takich jak potwór Frankensteina, Dorian Gray i Dracula.

## Obsada

### Główna obsada
- Reeve Carney jako Dorian Gray[3]
- Timothy Dalton jako Malcolm Murray[4]
- Eva Green jako Vanessa Ives[4]
- Rory Kinnear jako Caliban (potwór Frankensteina)
- Billie Piper jako Brona Croft[5]/Lily Frankenstein
- Danny Sapani jako Sembene (sezon 1, 2)
- Harry Treadaway jako Victor Frankenstein[3]
- Josh Hartnett jako Ethan Chandler[4]
- Helen McCrory jako madame Kali[6] (sezon 2, rola drugoplanowa w sezonie 1)
- Simon Russell Beale jako Ferdinand Lyle (sezon 2, rola drugoplanowa w sezonie 1, 3)
- Patti LuPone jako dr Seward (sezon 3, gościnnie jako The Cut-Wife w sezonie 2)
- Wes Studi jako Kaetenay (sezon 3)

### Pozostałe role
- Olivia Llewellyn jako Mina Harker (sezon 1, 2)
- Noni Stapleton jako Gladys Murray (sezon 1, 2)
- Graham Butler jako Peter Murray (sezon 1, 2)
- Alex Price jako Proteus (sezon 1, 2)
- Stephen Lord jako Warren Roper (sezon 1, 2)
- David Warner jako Abraham Van Helsing (sezon 1)
- Olly Alexander jako Fenton (sezon 1)
- Anna Chancellor jako Claire Ives (sezon 1)
- Alun Armstrong jako Vincent Brand (sezon 1)
- Robert Nairne jako The Vampire (sezon 1)
- Hannah Tointon jako Maud Gunneson (sezon 1)
- Sarah Greene jako Hecate Poole (sezon 2, 3)
- Douglas Hodge jako Bartholomew Rusk (sezon 2, 3)
- David Haig jako Oscar Putney (sezon 2)
- Ruth Gemmell jako Octavia Putney (sezon 2)
- Tamsin Topolski jako Lavinia Putney (sezon 2)
- Ronan Vibert jako sir Geoffrey Hawkes (sezon 2)
- Jonny Beauchamp jako Angelique (sezon 2)
- Shazad Latif jako Doktor Jekyll
- Christian Camargo jako dr Alexander Sweet (sezon 3)
- Samuel Barnett jako sekretarz doktor Seward (sezon 3)
- Jessica Barden jako Justine (sezon 3)
- Brian Cox jako Jared Talbot, ojciec Ethana Chandlera (sezon 3)[7]

## Odcinki
| Seria | Seria | Odcinki | Oryginalna emisja                     | Oryginalna emisja | Oryginalna emisja                   | Oryginalna emisja                      |
| Seria | Seria | Odcinki | Premiera serii                        | Finał serii       | Premiera serii                      | Finał serii                            |
| ----- | ----- | ------- | ------------------------------------- | ----------------- | ----------------------------------- | -------------------------------------- |
|       | 1     | 8       | 11 maja 2014                          | 29 czerwca 2014   | 10 listopada 2014                   | 29 grudnia 2014                        |
|       | 2     | 10      | 3 maja 2015                           | 5 lipca 2015      | 23 maja 2015                        | 25 lipca 2015                          |
|       | 3     | 9       | 24 kwietnia 2016 (online) 1 maja 2016 | 19 czerwca 2016   | 2 maja 2016 (online) 5 czerwca 2016 | 20 czerwca 2016 (online) 30 lipca 2016 |